# Marco Veleio Patérculo
Marco Veleio Patérculo (em latim: Marcus Velleius Paterculus; ca. 19 a.C. – ca. 31), também conhecido simplesmente como Veleio, foi um historiador do Império Romano. Apesar de Prisciano indicar que o seu prenome era Marco, alguns eruditos modernos identificam-no como o Caio Veleio Patérculo cujo nome pode ser encontrado numa inscrição de um marco no norte da África., que pode ser o seu filho (ou neto) Caio Veleio Patérculo, cônsul sufecto em 60.

## Biografia
Membro de uma família da Campânia era neto de Caio Veleio, escolhido para a posição mais honrosa dentre os 360 juízes por Pompeu, e chefe dos engenheiros sob Pompeu, Marco Bruto e Tibério; quando este partiu de Nápoles, Caio, incapaz de acompanhá-lo por causa da idade e doenças, matou-se pela espada, na Campânia.
Patérculo entrou no exército ainda muito jovem. Desempenhou o cargo de tribuno militar na Trácia, na Macedônia, na Grécia e no Oriente. Em 2 d.C. presenciou a entrevista do Eufrates entre Caio César, neto de Augusto, e o rei parto Fraataces. Mais tarde, serviu como prefeito de cavalaria e legado durante oito anos (desde 4 d.C.) na Germânia e na Panônia sob Tibério. Pelos seus serviços foi nomeado questor em 8 d.C. e, com o seu irmão, pretor em 15 d.C. Conhece-se que ainda estava vivo em 30 d.C., pois existem várias referências históricas a respeito do consulado de Marco Vinício correspondente a esse ano, e acredita-se que foi sentenciado à morte em 31 d.C. por ser amigo de Sejano, a quem elogiava.

## Compêndio da História romana

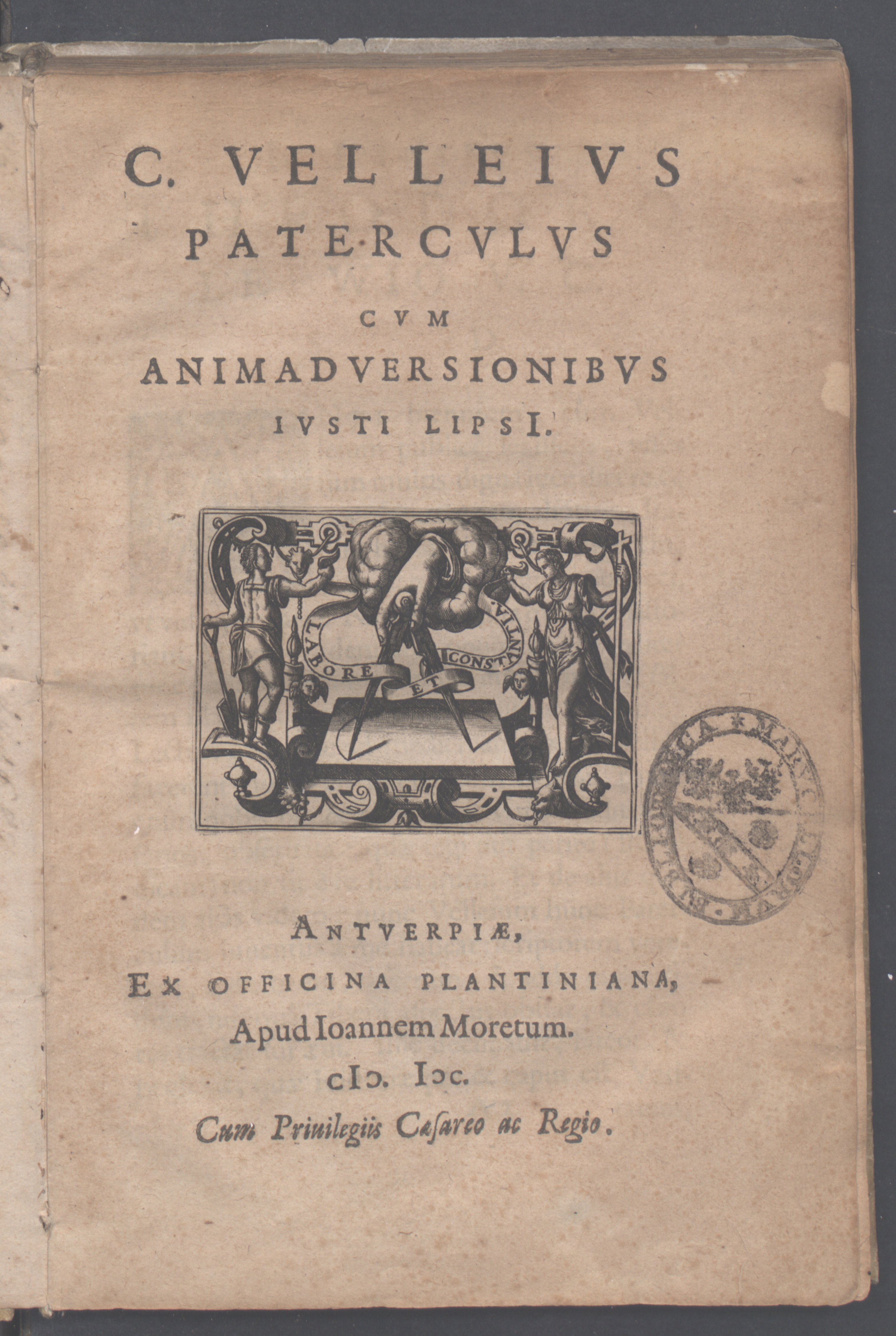
Historia romana, 1600

Seu Compêndio da História romana consiste de dois livros dedicados a Vinício e cobre o período que vai da dispersão dos gregos depois da Guerra de Troia até a morte de Lívia (29 d.C.). O primeiro livro, que conclui com a destruição de Cartago em 146 a.C., tem seções perdidas, incluído o começo. A parte posterior da história, em especial o período entre as mortes de Júlio César (44 a.C.) e Augusto (14 d.C.), são tratadas com maior pormenor. Embora haja observações breves sobre a literatura latina e grega, não há menção alguma a Plauto, Horácio ou Propércio. O autor não exibe uma verdadeira agudeza histórica, apesar de ser, em geral, confiável quanto às suas afirmações respeito de fatos específicos. Além disso, a sua cronologia é inconsistente. Quando refere César, Augusto e, sobretudo, ao seu patrão Tibério, Patérculo é pródigo em elogios ou adulações. As repetições, as redundâncias e o desconserto enquanto a expressão, podem ser devidos às pressas com as quais foi escrito o texto (segundo indica com frequência o autor mesmo). A retórica pomposa e o efeito forçado por causa de hipérboles, antítese e epigramas pertencem ao período do latim clássico, do qual Patérculo é o primeiro exemplo. O autor visava escrever uma narração mais completa do último período, que incluiria a guerra civil entre César e Pompeu e as guerras de Tibério, mas não existem evidências de o ter realizado. As suas fontes principais são as Origens de Catão, os Anais de Hortênsio Hórtalo, Pompeu Trogo, Cornélio Nepote e Tito Lívio.
Veleio Patérculo não foi muito conhecido na antiguidade. Aparentemente, foi lido por Lucano e imitado por Sulpício Severo, mas apenas o menciona em comentários acerca de Lucano e, uma vez, por Prisciano.

## Obra e edições
O texto da obra de Patérculo, preservada em um único manuscrito mal escrito e mutilado, descoberto em 1515 por Beato Renano na Abadia de Murbach, Alsácia, e atualmente perdido, é bastante corrompido.
- Editio princeps, 1520
- Primeiras edições por
  - Justus Lipsius
  - Jan Gruter
  - Nikolaes Heinsius
  - Peter Burmann
- Edições modernas
  - David Ruhnken e Frotscher (1830-39)
  - Johann Caspar von Orelli (1835)
  - F Kritz (1840
  - ed. mm. 1848)
  - Friedrich Haase (1858)
  - Karl Felix Halm (1876)
  - Robinson Ellis (1898) (revisada por W. Warde Fowler em Classical Review, maio de 1899)